# Карл Стефан Габсбург
Карл Стефан Австрійський (Карл Стефан Габсбург-Лотаринзький; нім. Karl Stephan von Österreich; 5 вересня 1860, Жідлоховіце, Моравське маркграфство — 7 квітня 1933, Живець, Польська республіка) — австрійський ерцгерцог з династії Габсбургів Лотарингських, другий син Карла Фердинанда Габсбурга й Єлизавети Франциски Австрійської, полонофіл. Основний кандидат на Польську корону 1916—1918.

## Біографія
Сестра Марія Крістіна була дружиною короля Іспанії, а сестра Марія Терезія — дружиною короля Баварії.
Володів великим маєтком у Живці (Австрійська Сілезія), знаному своєю славнозвісною броварнею та лісовою промисловістю, а також маєтком Под'явор на острові Луссін (Хорватія).
1875 року поступив до Імператорської морської академії (Фіуме), яку закінчив у 1879 році.
Військову кар'єру почав у 1876 році службою в елітарному піхотному полку цісаря Франца Йосифа I в ранзі підпоручника.
1886 року взяв шлюб з Марією Терезією— дочкою ерцгерцога Тосканського Карла Сальватора. Мали шестеро дітей. Від 1901 року — віце-адмірал, від 1912 — адмірал військово-морського флоту Австро-Угорщини.
Був неофіційним претендентом на польську корону. Вивчив польську мову, замість «ерцгерцог Австрійський» вживав титул «граф Живецький».
5 серпня 1915 газета The New York Times повідомила, що невдовзі архікнязь Карл Стефан буде коронований у варшавській катедрі королем Польщі (інформація не підтвердилася).
Після проголошення незалежності Польщі (II Річ Посполита) у 1918 році вся родина архікнязя Карла Стефана отримала польське громадянство, а його сини Кароль Ольбрахт і Леон (які в особистих документах записалися поляками за національністю) зголосилися до служби у Війську Польському. Сам Карл Стефан пропонував використати його військово-морський досвід для розбудови польського флоту, але йому відмовили.
Решту життя провів у місті Живець (Польська республіка).

## Родина
Дружина — Марією Терезією, дочка ерцгерцога Тосканського Карла Сальватора.
Діти:
- Елеонора (1886–1974) — одружилася в 1913 з Альфонсом фон Клоссом.
- Рената Марія (1888–1935) — одружилася в 1909 з польським князем Єронімом Радзивіллом.
- Карл Альбрехт ( 1888–1951) — був генерал-майором польської армії.
- Мехтільда (1891–1966) — одружилася в 1913 з польським князем Ольгердом Чарторийським.
- Лео Карл (1893–1939) — одружився з Марією-Клотільдою Тюїльрі.
- Вільгельм Франц (1895–1948) — відомий як Василь Вишиваний, полковник УСС, український поет.

## Нагороди

### Австро-Угорщина
- Орден Золотого руна (1878)
- Ювілейна пам'ятна медаль 1898
- Ювілейний хрест
- Королівський угорський орден Святого Стефана, великий хрест (1912)
- Бронзова медаль «За військові заслуги» (Австро-Угорщина)
- Хрест «За вислугу років» (Австрія) 3-го класу для офіцерів

### Прусське королівство
- Орден Чорного орла
- Орден Червоного орла, великий хрест
- Медаль Червоного Хреста (Пруссія) 2-го і 1-го класу

### Османська імперія
- Орден «Османіє» 1-го ступеня з діамантами
- Золота і срібна медаль «Імтияз»
- Галліполійська зірка

### Португальське королівство
- Потрійний орден, великий хрест
- Орден Вежі й Меча, великий хрест

### Інші країни
- Орден Вюртемберзької корони (1876)
- Орден Слона (Данія; 18 серпня 1890)
- Орден Серафимів (Шведсько-Норвезька унія; 27 жовтня 1890)
- Орден Карлоса III, великий хрест з ланцюгом (15 грудня 1902)
- Орден Святого Стефана (Тоскана), лицар справедливості
- Орден Леопольда I, великий ланцюг (Бельгія)
- Орден дому Саксен-Ернестіне, великий хрест
- Бальї Великого хреста честі з Єрусалимською відзнакою (Мальтійський орден)
- Орден князя Данила I, великий хрест (Князівство Чорногорія)